# Sleep Train Arena
Sleep Train Arena er en sportsarena i Sacramento i Californien, USA, der er hjemmebane for NBA-holdet Sacramento Kings. Arenaen har plads til ca. 17.000 tilskuere, og blev indviet i 1988. 

## Tidligere navne
- ARCO Arena (1988–2011)
- Power Balance Pavilion (marts 2011–oktober 2012)